# Steindl Imre-díj
A Steindl Imre-díj  a Magyar Tudományos Akadémia által alapított díj volt 1998 és 2006 között. Alapja  Peter Munk magyar származású kanadai üzletember közérdekű célra történő kötelezettségvállalása volt.
Olyan magyar vagy külföldi építészeknek lehetett odaítélni, akiknek a tervei alapján Magyarországon építmény, épület, épületegyüttes felépítésére, műemléki épület teljes rekonstrukciójára és üzembe helyezésére sor került (terv és félkész épület nem díjazható). A díj összege 10 000 USD, vagy az annak megfelelő forintösszeg volt. A díjat nem lehetett megosztani.

## Díjazottak
- 1998 – Finta József
- 1999 – Makovecz Imre
- 2000 – Cságoly Ferenc
- 2001 – Plesz Antal
- 2002 – Vadász György
- 2003 – Jurcsik Károly
- 2004 –
- 2005 – Bachman Zoltán
- 2006 – Marosi Miklós[2]